# Paratettix infelix
Paratettix infelix är en insektsart som beskrevs av Günther, K. 1938. Paratettix infelix ingår i släktet Paratettix och familjen torngräshoppor. Inga underarter finns listade i Catalogue of Life.